# Кюнтен
Кюнтен (нем. Künten) — коммуна в Швейцарии, в кантоне Аргау.
Входит в состав округа Баден-Аргау.  Население составляет 1586 человек (на 31 декабря 2007 года). Официальный код  —  4031.